# Euskal Bizikleta
L'Euskal Bizikleta (en castellà Bicicleta Vasca) va ser una competició ciclista per etapes que es disputà a Euskadi durant el mes de juny.
La cursa es creà el 1952 amb el nom d'Eibarko Bizikleta (Gran Premi de la Bicicleta Eibarresa). De 1969 a 1973 es fusionà amb la Volta al País Basc. El 1987 es recuperà la cursa de la mà de la Pujada a Arrate i el 1991 va agafar el seu nom actual. El 2009 es tornà a fusionar amb la Volta al País Basc. Abraham Olano, Jesús Loroño i Carlos Echeverría són els únics ciclistes que guanyar aquesta cursa en dues ocasions.

## Palmarès
| Any                               | Vencedor                 | Segon                      | Tercer                    |
| Eibarko Bizikleta                 |                          |                            |                           |
| --------------------------------- | ------------------------ | -------------------------- | ------------------------- |
| 1952                              | Louis Caput              | Willy Kemp                 | Hortensio Vidaurreta      |
| 1953                              | Vicent Iturat            | Francesc Massip            | Lido Sartini              |
| 1954                              | Josep Serra              | Federico Martín Bahamontes | Hortensio Vidaurreta      |
| 1955                              | José Escolano            | Vicent Iturat              | Bernardo Ruiz             |
| 1956                              | Jesús Loroño             | Jesús Galdeano             | Miquel Bover              |
| 1957                              | Antón Barrutia           | Miguel Vidaurreta          | Carmelo Morales           |
| 1958                              | Jesús Loroño             | Antoni Karmany             | Antonio Suárez            |
| 1959                              | Antonio Bertrán Panadés  | Fernando Manzaneque        | Salvador Botella          |
| 1960                              | Benigno Aspuru           | Jean-Claude Annaert        | Carmelo Morales           |
| 1961                              | Antoni Karmany           | Jean-Claude Annaert        | Luis Otano                |
| 1962                              | Rolf Wolfshohl           | Antoni Karmany             | Francisco Gabica          |
| 1963                              | Juan José Sagarduy       | Antoni Karmany             | Fernando Manzaneque       |
| 1964                              | Carlos Echeverría        | Julio Jiménez              | Joaquín Galera            |
| 1965                              | Sebastián Elorza         | Luis Otano                 | José Luis Talamillo       |
| 1966                              | Eusebio Vélez            | Lucien Aimar               | José María Errandonea     |
| 1967                              | Carlos Echevarría        | José María Errandonea      | José Luis Uribezubia      |
| 1968                              | José María Errandonea    | Aurelio González Puente    | Francisco Gabica          |
| Arrateko Igoera-Eibarko Bizikleta |                          |                            |                           |
| 1987                              | Marino Lejarreta         | Pere Muñoz                 | Iñaki Gastón              |
| 1988                              | Jokin Mujika             | Robert Millar              | Charly Mottet             |
| 1989                              | Federico Etxabe          | Thierry Claveyrolat        | Pere Muñoz                |
| 1990                              | Thierry Claveyrolat      | Federico Etxabe            | Francisco Javier Mauleón  |
| Euskal Bizikleta                  |                          |                            |                           |
| 1991                              | Gianni Bugno             | Piotr Ugriúmov             | Miguel Indurain           |
| 1992                              | Franco Chioccioli        | Piotr Ugriúmov             | Danny Nelissen            |
| 1993                              | Piotr Ugriúmov           | Franco Chioccioli          | Stefano Della Santa       |
| 1994                              | Stefano Della Santa      | Ievgueni Berzin            | Davide Rebellin           |
| 1995                              | Ievgueni Berzin          | Alex Zülle                 | Francesco Frattini        |
| 1996                              | Miguel Indurain          | Alex Zülle                 | Marcelino García          |
| 1997                              | Abraham Olano            | Fernando Escartín          | Daniel Clavero            |
| 1998                              | Abraham Olano            | Aitor Garmendia            | Laurent Jalabert          |
| 1999                              | David Etxebarría         | Alberto Martínez           | Unai Osa                  |
| 2000                              | Haimar Zubeldia          | Igor González de Galdeano  | David Etxebarría          |
| 2001                              | Juan Carlos Domínguez    | Joseba Beloki              | Igor González de Galdeano |
| 2002                              | Mikel Zarrabeitia        | Raimondas Rumšas           | José Azevedo              |
| 2003                              | José Antonio Pecharromán | Joseba Beloki              | Francesco Casagrande      |
| 2004                              | Roberto Heras            | Roberto Laiseka            | Samuel Sánchez            |
| 2005                              | Eladio Jiménez           | Adrián Palomares           | Aketza Peña               |
| 2006                              | Koldo Gil                | David Herrero              | Jesús del Nero            |
| 2007                              | Constantino Zaballa      | Jörg Jaksche               | José Miguel Elias         |
| 2008                              | Eros Capecchi            | Igor Antón                 | Adrián Palomares          |